# Marco Macaco
Marco Macaco er en dansk computeranimeret familiefilm fra 2012, produceret af Nice Ninja. Filmen er skrevet af Thomas Borch Nielsen og filmens instruktør Jan Rahbek. Skuespillerne Peter Frödin og Mille Lehfeldt lægger stemme til hovedfigurerne Marco Macaco og Lulu.

## Medvirkende
| Rolle        | Skuespiller      |
| ------------ | ---------------- |
| Marco Macaco | Peter Frödin     |
| Lulu         | Mille Lehfeldt   |
| Carlo        | Rune Tolsgaard   |
| Piratkaptajn | Tommy Kenter     |
| Præsidenten  | Jess Ingerslev   |
| Abeunge      | Toke Lars Bjarke |
| Tjener m.fl. | Tom Jensen       |